# Pistolet Webley Mars
Webley Mars – angielski pistolet samopowtarzalny skonstruowany przez Hugh Gabbet-Fairfaxa.
Hugh Gabbet-Fairfax w latach 1895–1890 opatentował kilka pistoletów samopowtarzalnych. W 1898 próbował zainteresować swoimi konstrukcjami brytyjską firmę Webley&Scott, ale ta początkowo nie wyraziła zainteresowania. Ostatecznie Webley wyprodukował kilkadziesiąt pistoletów Gabbet-Fairfaxa na zamówienie konstruktora.
W latach 1901–1903 pistolety Mars były testowane przez armię brytyjską, ale ostatecznie zdecydowała się ona pozostawić w uzbrojeniu rewolwery. Hugh Gabbet-Fairfax uznał, że przyczyną odrzucenia jego konstrukcji jest zbyt duży odrzut i częste zacięcia. Dlatego w 1902 roku opracował nową wersję swojego pistoletu zasilaną słabszą amunicją.
Nowy model Marsa także nie wzbudził zainteresowania armii, a Gabbet-Fairfax, który zaciągnął na rozwój swojego pistoletu duże pożyczki, zbankrutował. W latach 1904–1907 ponownie próbował uruchomić produkcję udoskonalonego modelu Marsa, ale także ta próba zakończyła się fiaskiem.
Łącznie wyprodukowano ok. 70 egzemplarzy pistoletu Mars w kalibrach .45 Mars Short (11,43 × 20 mm) i .38 Mars (9 × 16 mm).

## Opis
Webley Mars był bronią samopowtarzalną. Zasada działania oparta na krótkim odrzucie lufy. Zamek ryglowany przez obrót (cztery rygle). Mechanizm uderzeniowy kurkowy, bez samonapinania.
Mars był zasilany ze stałego magazynka pudełkowego o pojemności 7 naboi.
Lufa gwintowana, posiadała siedem bruzd prawoskrętnych.
Przyrządy celownicze mechaniczne, stałe (muszka i szczerbinka).